# Хосеп Суньоль
Хосеп Суньоль і Гарріга (кат. Josep Sunyol i Garriga; 21 липня 1898, Барселона — 6 серпня 1936, Сьєрра-де-Гвадаррама) — каталонський юрист, журналіст і політик з Іспанії, президент футбольного клубу «Барселона», він виступав за незалежність Каталонії від Іспанії.
Суньоль походив з заможної родини і з довгої лінії каталонських політичних активістів. Він був членом лівої групи руху Каталонська акція та партії Республіканські ліві Каталонії (ERC).
У 1928 році він став директором ФК «Барселона», а в 1930 році заснував ліву газету La Rambla, яка виступала проти режиму Прімо де Рівери. У 1931 році був обраний до Кортесів як депутат від ERC . Згодом він був переобраний у 1933 та 1936 роках.
Він був президентом футбольного клубу Reial Automòbil Club de Catalunya та Федерації футболу Каталонії. У 1935 році він був обраний президентом ФК «Барселона».
У перші дні громадянської війни в Іспанії 6 серпня 1936 року Хосеп Суньоль разом із журналістом Вентурою Віргілі та офіцером-республіканцем здійснювали візит на фронт у гори Сьєрра-де-Гвадаррама і потрапили в зону, контрольовану франкістами, коли їх шофер помилився дорогою. Після чого кортеж Хосепа Суньоля було розстріляно без суду та слідства.
Тіло було ексгумовано лише у 1990-х роках. після того, як організація Друзі Хосепа Суньоля (Els Amics de Josep Sunyol) розгорнула кампанію, присвячену 60-м роковинам його смерті.